# Rudolf Paulsen (Schriftsteller)

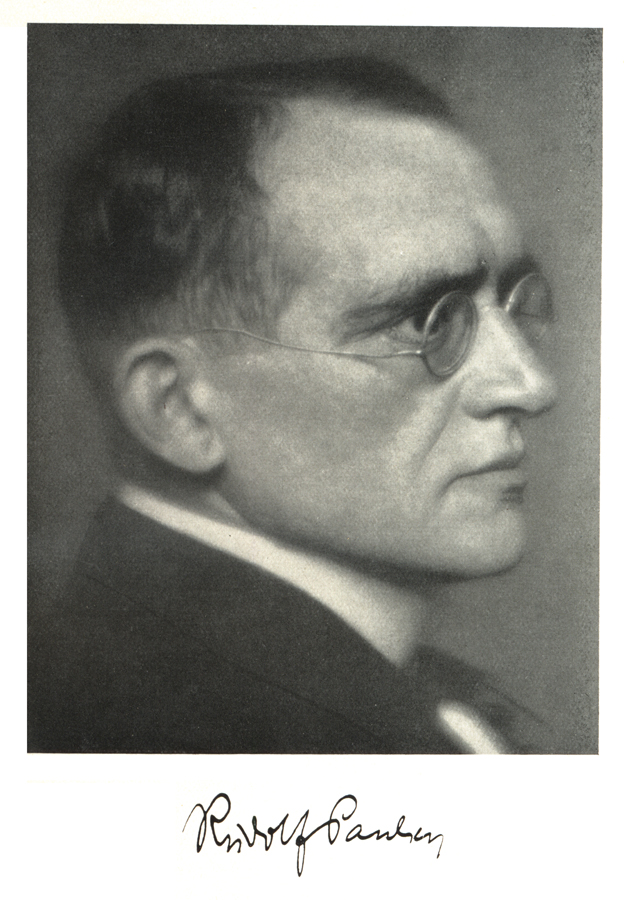
Rudolf Paulsen

Rudolf Paul Friedrich Paulsen (* 18. März 1883 in Steglitz; † 30. März 1966 in Berlin) war ein deutscher Schriftsteller. Er war der Sohn des Philosophen Friedrich Paulsen. Paulsen gehörte zu den Mitbegründern der Zeitschrift Charon, die von 1904 bis 1914 erschien und als frühes Sprachrohr der Expressionisten gilt. 1931 trat er der NSDAP bei.

## Leben
Nach dem Abitur in Berlin-Steglitz 1901 und einjährig-freiwilligem Militärdienst studierte Paulsen einige Semester Altphilologie, Kunstgeschichte und Philosophie in Erlangen, Berlin und Kiel. Während seines Studiums wurde er in Erlangen 1901 Mitglied der Burschenschaft der Bubenreuther.
Ab 1911 lebte er als freier Schriftsteller in Berlin. Bestimmend für Paulsens Leben und Werk war die Begegnung mit dem Lyriker Otto zur Linde, dessen Charon-Kreis er als Mitglied des inneren Charon seit 1904 zusammen mit Karl Röttger und Rudolf Pannwitz angehörte. Im Kontext des Charon-Kreises und in starker Anlehnung an zur Lindes eigene lyrische Produktion entstanden die zwischen 1910 und 1915 in den Sammlungen Töne der stillen Erinnerung (1910), Gespräche des Lebens (1911), Lieder aus Licht und Liebe (1912), Im Schnee der Zeit (1915) publizierten Gedichte. Wie die Lyrik der Charontiker insgesamt ist auch die Paulsens durch den Versuch der Integration von Dichtung, Philosophie und Religion gekennzeichnet.
Unter Berufung auf Friedrich Nietzsche trat Paulsen nach dem Ersten Weltkrieg, an dem er ebenso wie sein Mentor zur Linde teilnahm, für die Rückbindung des einzelnen Individuums an die „Volksgemeinschaft“ ein.

Die Seele des Einzelnen sollte sich zu einer „Universalseele“ erweitern, die zugleich „die Seele seines Volkes“ und damit auch die „deutsche Seele“ sei (Die Sendung, 1923). Parallel zu solcher Verankerung des Einzelnen in seinem Volk sollte auch die „Masse“ auf dem Weg über ein erneuertes Christentum zum „Volk“ geformt werden. Damit fielen Künstlerindividualität und „Volk“ weitestgehend zusammen, bzw. musste das „Volk“ durch Dichtung und Kunst überhaupt erst (wieder-)gewonnen werden.
Solche Denkfiguren und ein seit Mitte der 20er Jahre zunehmender kosmischer Licht- und Lebenskult (Die kosmische Fibel, 1924) ermöglichten Paulsen ohne Notwendigkeit theoretischer Neu-Formulierungen (Volk, Religion u. Kunst, 1937) dann den Anschluss an den Nationalsozialismus. Zum 1. Juni 1931 trat er in die NSDAP (Mitgliedsnummer 561.052) sowie im selben Jahr in die SA ein und schrieb seitdem regelmäßig für die nationalsozialistische Presse, die ihn ihrerseits als „Dichter der Nation“ feierte.
Nach dem Zweiten Weltkrieg bemühte sich Paulsen erfolglos, die „Charon-Gemeinde“ über eine Reihe von hektographierten Charon-Briefen wiederzubeleben. Auch schriftstellerisch trat er kaum noch hervor.
Paulsen fand wegen des hermetisch wirkenden, religiösen und mythischen Grundtons seiner Dichtungen nie breitere Resonanz. Mit Ausnahme völkischer Vertreter wie Adolf Bartels und Hellmuth Langenbucher fand bei der Literaturkritik allein sein Bekenntnis zu Otto zur Linde Anerkennung.

## Werke
- Töne der stillen Erinnerung und der Leidenschaft zum Kommenden (1910), Gedichte
- Gespräche des Lebens (1911), Gedichte
- Lieder aus Licht und Liebe (1912), Gedichte
- Im Schnee der Zeit (1922), Gedichte
- Und wieder geh ich unruhvoll (1923), Gedichte
- Die kosmische Fibel (1924), Gedichte
- Christus und der Wanderer (1924),
- Die hohe heilige Verwandlung (1925), Gedichte
- Der Mensch an der Waage (1926), Prosa
- Vor der See (1927), Gedichte
- Aufruf an den Engel (1927), Prosa
- Auf trunkenen Daseinswogen (1933), Gedichte
- Das festliche Wort (1935), Gedichte
- Kunst und Glaube (1935),
- Mein Leben (1936)
- Wiederkehr der Schönheit (1937)
- Musik des Alls und Lied der Erde (1954), ausgewählte Gedichte

## Ehrungen
- 1935 – Literaturpreis der Reichshauptstadt Berlin